# Messabweichung
Die Messabweichung ist in der Messtechnik und Metrologie definiert als die Differenz zwischen einem Messwert und einem Referenzwert. (Die Bezeichnung Messfehler wird in der gegenwärtigen Norm nicht mehr verwendet, da nicht klar definiert ist, ob damit die Messabweichung, die Messunsicherheit oder gar ein grober Fehler gemeint ist, siehe Messfehler). Als Referenzwerte der betreffenden Messgröße kommen in Frage:
- Ein Wert mit vernachlässigbarer Unsicherheit oder ein vereinbarter Wert,

der in DIN 1319-1 und DIN 55350-13 als richtiger Wert bezeichnet wird,
- ein mit der Definition der Messgröße übereinstimmender wahrer Wert.

Messabweichungen haben grundsätzlich eine systematische und eine zufällige Komponente. Wenn ein richtiger oder wahrer Wert in Sinne der DIN-Normen als Referenzwert nicht zur Verfügung steht, wie z. B. in weiten Teilen der Grundlagenforschung, kann die Messabweichung eines einzelnen Messwerts nicht berechnet werden. Allenfalls kann man nach Wiederholungsmessungen aus der Verteilung der Messwerte mit statistischen Methoden auf den Größenbereich der zufälligen Komponente der Messabweichung schließen. Weiteres hierzu siehe unter Fehlerrechnung.

## Definitionen

### Grundlage
In der Messtechnik wird unterschieden zwischen
- {\displaystyle x_{w}} = wahrer Wert der Messgröße als Ziel der Auswertungen von Messungen der Messgröße; das ist ein „ideeller Wert“, der in aller Regel nicht genau bekannt ist.
- {\displaystyle x_{r}} = richtiger Wert der Messgröße als „bekannter Wert“ für Vergleichszwecke, dessen Abweichung vom wahren Wert für den Vergleichszweck als vernachlässigbar betrachtet wird.

Zwischen {\displaystyle x_{w}} und {\displaystyle x_{r}} besteht ein zwar prinzipieller, aber quantitativ unerheblicher Unterschied.
Gemäß Definition setzt sich ein
- {\displaystyle x_{a}} = angezeigter (ausgegebener) Wert

zusammen aus dem wahren Wert {\displaystyle x_{w}} und der Messabweichung {\displaystyle e} in der Form
{\displaystyle x_{a}=x_{w}+e} .
Die Messabweichung ergibt sich daraus zu
{\displaystyle e=x_{a}-x_{w}} .
Sie ist nicht genau bekannt, da der wahre Wert der Messgröße nicht genau bekannt ist.

### Quantitative Angabe
Für quantitative Angaben unterscheidet man in der Praxis zwei Angaben:

#### Absolute Messabweichung
Zur Bestimmung einer Messabweichung wird der nicht bekannte wahre Wert durch den bekannten richtigen Wert ersetzt, und die Differenz zwischen beiden Werten wird zu diesem Zweck vernachlässigt.
Die damit anstelle von {\displaystyle e} durch Rechnung festgestellte Abweichung  {\displaystyle F} wird ebenfalls als Messabweichung oder vielfach als absolute Messabweichung bezeichnet
{\displaystyle F=x_{a}-x_{r}} .
Diese Größe hat einen Betrag, ein Vorzeichen und eine Einheit, nämlich stets dieselbe wie die Messgröße.

#### Relative Messabweichung
Man bezeichnet den Bruch 
{\displaystyle f={\frac {F}{x_{r}}}={\frac {x_{a}-x_{r}}{x_{r}}}\cdot (100\ \%)=\left({\frac {x_{a}}{x_{r}}}-1\right)\cdot (100\ \%)}
als relative Messabweichung.
Diese Größe hat die Einheit Eins (oder Prozent). Sie kann positiv oder negativ sein.
Anmerkung: Zum Wert {\displaystyle x_{r}=0} kann der relative Fehler nicht berechnet werden.
Verwechslungsgefahr: Bei der Angabe der Genauigkeitsklasse eines Messgeräts wird eine ähnliche Formel zugrunde gelegt. Allerdings wird dort überwiegend als Bezugsgröße (also im Nenner) statt des richtigen Wertes der Messbereichsendwert verwendet. Dann steht als bezogene Größe (also im Zähler) aber keine absolute Abweichung, sondern eine Fehlergrenze, was mit Definitionen zum Begriff Abweichung nichts zu tun hat.

## Ursachen
- Messgeräteabweichungen als Folge der Unvollkommenheit der Konstruktion, Fertigung, Justierung (z. B. durch Werkstoffe, Fertigungstoleranzen)
- durch das Messverfahren bedingte Einflüsse
  - z. B. infolge Einwirkung der Messeinrichtung auf die Messgröße (z. B. Rückwirkungsabweichung [Schaltungseinflussfehler] durch Eigenverbrauch des Messgerätes)
  - z. B. infolge naturgegebener statistischer Schwankungen der direkt abgelesenen Messgröße (z. B. Anzahl der Zerfälle in gegebener Zeit bei Messungen der Radioaktivität)
- Umwelteinflüsse als Folge von Änderungen der Einwirkungen aus der Umgebung (z. B. Temperatur, Refraktionsanomalien, äußere elektrische oder magnetische Felder, Einfluss der Raumlage, Erschütterungen)
- Instabilitäten des Wertes der Messgröße oder des Trägers der Messgröße (z. B. statistische Vorgänge, Rauschen)
- Beobachtereinflüsse infolge unterschiedlicher Eigenschaften und Fähigkeiten des Menschen (z. B. Aufmerksamkeit, Übung, Sehschärfe, Schätzvermögen, Parallaxe, Zeit- und Zielfehler)

Außerhalb der Diskussion hier stehen
- Verfälschungen durch Irrtümer des Beobachters (Grober Fehler),
- Verfälschungen durch Wahl ungeeigneter Mess- und Auswerteverfahren,
- Verfälschungen durch Nichtbeachtung bekannter Störgrößen.

## Arten
Die Messabweichung eines unberichtigten Messergebnisses setzt sich additiv aus der systematischen Messabweichung und der zufälligen Messabweichung zusammen.

### Systematische Messabweichung
Eine einseitig gerichtete Abweichung, die durch im Prinzip feststellbare Ursachen bedingt ist, ist eine systematische Abweichung. Sie ergibt sich aus der Differenz zwischen dem Mittelwert, der sich aus einer unbegrenzten Anzahl von Einzelmessungen ergeben würde, und dem wahren Wert der Größe.
- Bei Wiederholungen einer Messung unter gleichen Bedingungen liegt dieselbe systematische Messabweichung vor; sie ist aus den Messwerten nicht erkennbar.
- Eine systematische Messabweichung hat Betrag und Vorzeichen.
- Eine systematische Messabweichung setzt sich additiv aus einer bekannten und einer unbekannten systematischen Messabweichung zusammen.
- Zur Berechnung eines Messergebnisses wird der Messwert um die bekannte systematische Messabweichung berichtigt.

### Zufällige Messabweichung
Eine nicht beherrschbare, nicht einseitig gerichtete Abweichung ist eine zufällige Abweichung. 
- Bei Wiederholungen – selbst unter genau gleichen Bedingungen – werden die Messwerte voneinander abweichen; sie streuen.
- Zufällige Messabweichungen schwanken nach Betrag und Vorzeichen.

Es gilt zu unterscheiden:
- Durch systematische Messabweichungen wird ein Messergebnis immer unrichtig.
- Durch zufällige Messabweichungen wird ein Messergebnis immer unsicher.

## Sonderfälle

### Dynamische Messabweichung
Bei nicht stationären Vorgängen entsteht eine dynamische Messabweichung. Der von einem Messgerät gelieferte Wert {\displaystyle x_{a}} folgt der zeitlichen Änderung des Eingangssignals {\displaystyle x_{e}} im Allgemeinen verzögert. Die Verzögerung kann häufig durch ein Tiefpassverhalten beschrieben werden. Für den im eingeschwungenen (stationären) Zustand häufigen Fall des proportionalen Zusammenhangs
{\displaystyle x_{a}=k\;x_{e}}

Relative dynamische Abweichung nach einem Sprung bei einem Tiefpass erster Ordnung

entsteht durch die Verzögerung eine dynamische Messabweichung (auch dynamischer Fehler)
{\displaystyle F_{\mathrm {dyn} }(t)=x_{a}(t)-k\;x_{e}(t)}.
Bei einer sprunghaften Änderung des Eingangssignals klingt diese Abweichung bei einem Verzögerungsglied wieder ab. Bei schwingungsfähigen Systemen ist dazu eine Dämpfung erforderlich.
Bei sinusförmigen Wechselgrößen mit variabler Frequenz entsteht ein Frequenzgang, durch den Amplitude und Phasenwinkel beeinflusst werden.

### Quantisierungsmessabweichung
Bei einem Messgerät mit einem Analog-Digital-Umsetzer entsteht eine Messabweichung infolge der Digitalisierung, die unter Quantisierungsabweichung behandelt wird.

### Messgeräteabweichung
Jedes Messgerät enthält seit seiner Herstellung eine Messgeräteabweichung. Diese lässt sich durch Vergleich mit einem wesentlich besseren Messgerät bestimmen; sie ist also systematischer Natur und im Prinzip korrigierbar. Der Aufwand dazu ist allerdings hoch. Zum Umgang mit der Abweichung gibt es zwei Möglichkeiten, von denen eine vom Hersteller des Messgerätes geliefert werden sollte:
1. Die Fehlerkurve eines Messgerätes ist die grafische Darstellung der Abweichung, aufgetragen in Abhängigkeit von der Anzeige; teilweise wird statt der Kurve auch eine Tabelle angegeben. Anhand der Fehlerkurve sind Betrag und Vorzeichen der Abweichung zu einem Messwert abzulesen; es ist möglich, Korrekturen vorzunehmen.
2. Da die Fehlerkurve die Abweichung nur zu einem bestimmten Zeitpunkt und unter anzugebenden Einflussbedingungen dokumentiert, wird meistens darauf verzichtet, und der Hersteller garantiert lediglich Fehlergrenzen unter gewissen Bedingungen. Teilweise werden Fehlergrenzen pauschal durch Klassenzeichen beschrieben.

## Fehlergrenze
Die Fehlergrenze ist begrifflich streng vom Fehler zu unterscheiden. Sie sagt aus, wie groß der Fehler dem Betrage nach höchstens werden darf. Dabei gibt es eine obere und eine untere Fehlergrenze, vorzugsweise gleich groß, beschrieben durch die vorzeichenlose Größe {\displaystyle G}. Der wahre Wert liegt (bei Abwesenheit einer zufälligen Abweichung) in einem Bereich {\displaystyle [x_{a}-G,x_{a}+G]} .
Gelegentlich ist es möglich, ein Messverfahren zu verbessern und so die Fehlergrenzen zu verkleinern; dabei bleibt es die Frage, ob sich der erhöhte (Kosten-)Aufwand lohnt.
In vielen Bereichen sind die Fehlergrenzen Gegenstand von Vorschriften; dann sind Eichämter und industrielle Fachlabore damit zu befassen.